# Digoin
Digoin – miejscowość i gmina we Francji, w regionie Burgundia-Franche-Comté, w departamencie Saona i Loara.
Według danych na rok 1990 gminę zamieszkiwały 10 032 osoby, a gęstość zaludnienia wynosiła 289 osób/km² (wśród 2044 gmin Burgundii Digoin plasuje się na 15. miejscu pod względem liczby ludności, natomiast pod względem powierzchni na miejscu 117.).